# UK (гурт)
UK — британський рок-гурт.
Утворений 1977 року в Лондоні відомими музикантами, які раніше виступали у славетних формаціях Yes, King Crimson, Roxy Music, Family, Curved Air, Uriah Heep та Soft Machine. До складу гурту ввійшли: Едді Джобсон (Eddie Jobson) — скрипка, клавішні; Аллан Голдсворт (Allan Holdsworth) — гітара; Джон Веттон (John Wetton) — вокал, бас та Білл Бруфорд (Bill Bruford) — ударні.
У листопаді 1978 року своїх колег залишили Голдсворт та Бруфорд, а на їхнє місце було запрошено колишнього ударника акомпануючого гурту Френка Заппи — Террі Боззіо (Terry Bozzio). Дебютний альбом формації «UK» з'явився на музичному ринку того ж 1978 року. Музиканти запропонували на ньому цікаві, нешаблонно опрацьовані композиції завдяки своїй віртуозній індивідуальній грі. Це все стосується і наступного лонгплея групи «Danger Money». Однак незважаючи на високий музичний професіоналізм та рівень записів, гурту так і не вдалося надовго потрапити до еліти британського року. Розчаровані музиканти вирішили 1980 року розпустити власну формацію, видавши трохи раніше концертний альбом «Night After Night».
1994 року з'явились чутки про відродження співпраці Веттона та Джобсона у рамках UK. На початку 1996 року Веттон підтвердив таку інформацію, повідомивши, що він разом з Джонсоном та Бруфордом записують у США четвертий альбом групи UK.

## Дискографія
- 1978: UK
- 1979: Danger Money
- 1979: Night After Night